# Minimal techno
Minimal techno – styl muzyczny bezpośrednio wywodzący się z gatunku detroit techno, który powstał w USA. 

## Charakterystyka
Minimal techno to gatunek tworzony na syntezatorach, w pierwotnej wersji nie akceptujący dźwięków samplowanych. Charakterystyczną cechą tego gatunku jest uproszczenie aranżacji, które ma na celu uwypuklenie dźwięku budującego utwór. Podstawowym elementem jest metrum 4/4. Mimo uproszczeń nie jest to muzyka nieskomplikowana i prosta lecz dużo bardziej złożona, gdyż uwaga słuchacza skupia się na drobnych niuansach dźwiękowych, które są podstawą tego gatunku.

## Historia
Minimal szybko przeniósł się do Europy, gdzie zdobył dużą popularność i grany jest do dzisiaj na imprezach minimal techno. Za początki tej odmiany muzyki elektronicznej uznaje się lata 90. XX wieku. W tamtym okresie najważniejszą postacią w tworzeniu minimal techno był Jeff Mills, który zafascynowany detroit techno wraz z dwoma znajomymi założył wytwórnię Underground Resistance. 
Gatunek na początku nie przyjął się w USA, a cała ewolucja tego nurtu przebiegła na starym kontynencie. Stolicą w Europie stał się Berlin, w którym propagowaniem gatunku zajął się klub i wytwórnia TRESOR Berlin. 
W Polsce pod koniec lat 90. XX wieku największe sukcesy w tym gatunku muzycznym odnieśli twórcy: Jacek Sienkiewicz i Marcin Czubala, którzy zaczęli prezentować swoje nagrania w krajach zachodnich.